# التسمم بمحصرات قنوات الكالسيوم
التسمم بمُحصِرات قنوات الكالسيوم، أو زيادة جرعة محصرات قنوات الكالسيوم يحدث عادةً حال  الإفراط في تناول هذة الأدوية  إما عمداً أو بالخطأ. وهذا عادةً ما يسبب انخفاضاً في نبضات القلب وضغط الدم وقد يتطور الأمر إلى توقف القلب كلياً. أعراض أخرى قد تحدث مثل الغَثَيان، التَقيؤ، النُعاس، وضيق في التنفس. تحدث ألاعراض عادة في أول ست ساعات ولكن بعض أنواع الأدوية قد لا يبدأ مفعولها إلا بعد أربع وعشرين ساعة. 
  هنالك عدد من العلاجات التي قد تكون مفيدة لحالة التسمم. وتعمل هذه العلاجات على خفض نسبة امتصاص الدواء إما عن طريق إعطاء الفحم النشط بعد فترة وجيزة من تناول الدواء أو غسيل الامعاء كلها إذا تم إعطاء دواء يعمل بتقنية الإطلاق الموقوت، ولكن محاولة التقيؤ لا ينصح بها. الأدوية التي تعالج أثار التسمم تتضمن: محاليل وريدية، وغلوكونات الكالسيوم، غلوكاغون، جرعات عالية من الإنسولين، رافعات الضغط ومستحلبات الدهون. ومن الممكن أن تكون تقنية الأكسجة الغشائية خارج الجسم خيارا للعلاج. 
أكثر من عشرة ألاف حالة تسمم بمُحصِرات قنوات الكالسيوم قد أُعلنت في الولايات المتحدة الأمريكية عام 2010. بالإضافة إلى حاصرات بيتا ودواء ديجوكسين، محصرات قنوات الكالسيوم تعتبر من أكبر مسببات الوفاة بسبب الجرعات الزائدة. هذه الأدوية بدأت بالظهور  خلال السبعينات  و الثمانينيات الميلادية.و تكمن خطورة هذه الادوية في أن تناول حبة واحد فقط من قبل طفل قد تؤدي إلى وفاته.

## الاعراض والعلامات
الأشخاص الذين تناولوا جرعات عالية من محصرات قنوات الكالسيوم سيصابون ببطء في نبضات القلب وإنخفاض في ضغط الدم قد يؤدي إلى توقف الانقباض.أعراض أخرى محتملة مثل: الغثيان والتقيؤ، قلة في التركيز وصعوبات في التنفس. تبدأ الأعراض بالظهور غالباً في أول ست ساعات من تناول الدواء عن طريق الفم. وقد تصل يتأخر ظهور إلى يوم كامل اذ تم أخذ الدواء بتقنية الإطلاق الموقوت. النوبات لدى البالغين نادرة الحدوث ولكن في أحوال كثيرة تصيب الأطفال.

## الأسباب
محصرات قنوات الكالسيوم كما تعرف أيضا بمضادات قنوات الكالسيوم تستخدم في كثير من الحالات الصحية. ولذلك السبب يكثر تواجد هذة الأدوية في المنازل. تناول طفل حبة واحده فقط ستسبب مشاكل صحية خطيرة قد تؤدي إلى الوفاة. نوع الدواء الذي سبب الكثير من الوفيات عام 2010  من محصرات قنوات الكالسيوم هو فيراباميل. ويعتقد أنه كان من أكثر ألادوية المسببه لمشاكل القلب.

## التشخيص
يتم تشخيص التسمم بمحصرات قنوات الكالسيوم عن طريق التحقق من ارتفاع مستوى سكر الدم وهذه العلامة مهمة لقياس مستوى الجرعة الزائدة من الدواء.
عينة الدم أو فحص البول لتشخيص التسمم في الجسم غير متاحة حاليا. 

### تخطيط كهربائية القلب
محصرات قنوات الكالسيوم قد تؤدي إلى تخطيطات غير سليمة ومشاكل في نظم القلب أهمها انخفاض في النَظْمٌ الجَيبِيّ، وغيرها قد يتضمن: إطالة QT، إحصار الحزيمة، إحصار القلب من الدرجة الأولى والتسرع الجيبي.

### التشخيص التفريقي
قد يكون من الصعب التفريق مابين التسمم بمحصرات بيتا ومحصرات قنوات الكالسيوم عن طريق الأعراض والعلامات.

## العلاج
علاج التسمم بمحصرات قنوات الكالسيوم قد يكون صعبا. وقد لايتحسن الشخص بمجرد استخدام الأدوية المستعملة في حالات انخفاض ضعط الدم ونبضات القلب. الأشخاص الذين لم تظهر عليهم الأعراض بعد تناول الأدوية التي تعمل بتقنية الإطلاق الموقوت بست ساعات  أو بعد تناول الادوية التي تعمل بتقنية التحرير المطول بأربعه وعشرين ساعه لايحتاجون إلى علاج.

### تنقية الجسد
يوصى بتناول الكربون المنشط إذا أُمكن إعطائه خلال ساعة أو ساعتين من تناول مُحصرات قنوات الكالسيوم. الأشخاص الذين تناولوا دواء يعمل بتقنية الإطلاق الموقوت من محصرات قنوات الكالسيوم ولكن لم تظهر عليهم الأعراض فغسيل الامعاء كلها مع غليكول بولي إيِثيلين قد يكون مفيدا. ولايوصى باستخدام ألادوية التي تسبب التقيؤ مثل عرق الذهب.

### إنسولين
قد تكون جرع عالية من الإنسولين عن طريق الوريدمفيدة وتعد خط علاج أول للجرع الزائدة.هذه الطريقة قد تسبب هبوطّا في سكر الدم لذلك تتطلب متابعة ومراقبة المريض عن كثب.

### استحلاب الدهن
هناك دليل طبي غير مؤكد  أثبت نفع  الدهن المستحلب  في  حالات جرع محصرات قنوات الكالسيوم الزائدة.

## علم الأوبئة
في 2010 حدثت أكثر من عشرة ألاف حالة تسمم من محصرات قنوات الكالسيوم
 في الولايات المتحدة. عند حدوث وفاة بسبب جرع زائدة، فإن أدوية القلب تكون المسببة لتقريبا 10% من هذه الحالات. أكثر ثلاثة أدوية قلب تسبباً في مثل هذه الحالات هي محصرات قنوات الكالسيوم ومثبطّات بيتا ودايجوكسون.